# Heteromera
Heteromera es un género de plantas de la familia Asteraceae. Comprende 4 especies descritas y solo 2 aceptadas. Son originarias del norte de África.

## Taxonomía
El género fue descrito por Auguste Nicolas Pomel y publicado en Nouveau Materiaux pour la Flore Atlantique 60. 1874.

## Especies aceptadas
A continuación se brinda un listado de las especies del género Heteromera aceptadas hasta junio de 2012, ordenadas alfabéticamente. Para cada una se indica el nombre binomial seguido del autor, abreviado según las convenciones y usos:
- Heteromera fuscata (Desf.) Pomel
- Heteromera philaenorum Maire & Weiller